# Le Roi des Frontins
Le Roi des Frontins est une comédie-vaudeville en 2 actes d'Eugène Labiche, représentée pour la 1re fois à Paris au Théâtre du Palais-Royal le 28 mars 1845.
- Collaborateur Auguste Lefranc.
- Éditions Beck.

## Distribution
| Acteurs et actrices ayant créé les rôles |                      |
| Personnage                               | Acteur ou actrice    |
| Arthur de Bethmont                       | M. Germain           |
| Frontin                                  | Lhéritier            |
| Thomas                                   | Alcide Tousez        |
| Jules de Sérigny                         | M. Eugène Meynardier |
| Fayensal                                 | Grassot              |
| Dumarsay                                 | Kalekaire            |
| Un huissier                              | M. Masson            |
| Un sergent du guet                       | M. Ferdinand         |
| Camille de Sérigny                       | Aline Duval          |
| Marinette                                | Mlle Durand          |